# Heitersheim
Heitersheim är en stad i Landkreis Breisgau-Hochschwarzwald i regionen Südlicher Oberrhein i Regierungsbezirk Freiburg i förbundslandet Baden-Württemberg i Tyskland.
Kommunen ingår i kommunalförbundet Heitersheim tillsammans med kommunerna Ballrechten-Dottingen och Eschbach.